# Max Villinger
Max Villinger (Frankfurt am Main, 20 augustus 1883 – Frankfurt am Main, 19 juli 1954) was een Duits componist en arrangeur. 
Villinger studeerde aan de Felix Mendelssohnschool voor muziek en theater, Leipzig. In 1900 werd hij militaire muzikant in Aschaffenburg en in Frankfurt am Main. Als componist schreef hij rond 300 werken. Bekend werd hij ook door zijn voortreffelijke bewerkingen van klassieke muziek voor harmonieorkest.
Hij overleed in 1954 op 70-jarige leeftijd.
- Gemeinsame Normdatei: 1150456078
- MusicBrainz: c00782dc-c624-4394-9a00-e8ab01950f83
- Nationale Bibliotheek van Tsjechië: mzk2011633710
- Virtual International Authority File: 171400567
- WorldCat: E39PBJrm3dPPrBCXP4w4W3tFrq